# Copa Sudamericana 2026
La Copa Sudamericana 2026, denominada oficialmente Copa Conmebol Sudamericana 2026, será la vigésima quinta edición del torneo, en la que participan equipos de los diez países afiliados a la confederación: Argentina, Bolivia, Brasil, Chile, Colombia, Ecuador, Paraguay, Perú, Uruguay y Venezuela.
El campeón obtendrá un cupo a la fase de grupos de la Copa Libertadores de América de la siguiente temporada, y disputará la Recopa Sudamericana de 2027 ante el campeón de la Copa Libertadores 2026.

## Formato
Para esta edición se seguirá el formato de la anterior, con un partido único en la fase nacional y con una fase previa a los octavos de final, donde los transferidos de fase de grupos de la Copa Libertadores jugarán contra los segundos de fase de grupos de la Copa Sudamericana. Los participantes se distribuirán de la siguiente manera:
- En la primera fase, los equipos de todas las federaciones, excepto Argentina y Brasil, jugarán contra otro de su mismo país, en llaves a partido único, con la localía determinada para el primer equipo del cruce que salga sorteado. Los ganadores clasificarán a la fase de grupos, asegurando que al menos dos equipos de cada federación participen en esta instancia.
- Se incluirán en la fase de grupos los equipos de Argentina y Brasil, así como los cuatro equipos eliminados en la tercera fase clasificatoria de la Copa Libertadores 2026. Los ganadores de cada grupo se clasificarán a los octavos de final.
- Los ocho equipos clasificados segundos en la fase de grupos y los ocho terceros de la fase de grupos de la Copa Libertadores 2026, disputarán la eliminatoria de octavos, en partidos de ida y vuelta.[2]
- Los ocho ganadores de la eliminatoria de octavos, clasificarán directamente a la fase eliminatoria, donde enfrentarán a los ocho ganadores de la fase de grupos.[2]

|                                      |                                      | Equipos que entran en esta fase                                                       | Equipos que provienen de la fase anterior                                                          | Equipos transferidos de la Copa Libertadores                 |
| ------------------------------------ | ------------------------------------ | ------------------------------------------------------------------------------------- | -------------------------------------------------------------------------------------------------- | ------------------------------------------------------------ |
| Primera fase (32 equipos)            | Primera fase (32 equipos)            | - 4 equipos de Bolivia, Chile, Colombia, Ecuador, Paraguay, Perú, Uruguay y Venezuela | |                                                              |
| Fase de grupos (32 equipos)          | Fase de grupos (32 equipos)          | - 6 equipos de Argentina y 6 equipos de Brasil                                        | - 16 equipos clasificados de la primera fase                                                       | - 4 equipos perdedores de la fase 3                          |
| Eliminatoria de octavos (16 equipos) | Eliminatoria de octavos (16 equipos) |                                                                                       | - 8 equipos clasificados segundos en la fase de grupos                                             | - 8 equipos que ocupen el tercer puesto en la fase de grupos |
| Fase eliminatoria (16 equipos)       | Fase eliminatoria (16 equipos)       |                                                                                       | - 8 equipos clasificados primeros de la fase de grupos - 8 ganadores de la eliminatoria de octavos |                                                              |

### Distribución de cupos
| País                                      | Cupos | Octavos de final | Eliminatoria de octavos | Fase de grupos | Primera fase |
| ----------------------------------------- | ----- | ---------------- | ----------------------- | -------------- | ------------ |
| Bolivia                                   | 4     | Indefinido       | Indefinido              | 2 ?            | ? 4          |
| Chile                                     | 4     | Indefinido       | Indefinido              | 2 ?            | ? 4          |
| Colombia                                  | 4     | Indefinido       | Indefinido              | 2 ?            | ? 4          |
| Ecuador                                   | 4     | Indefinido       | Indefinido              | 2 ?            | ? 4          |
| Paraguay                                  | 4     | Indefinido       | Indefinido              | 2 ?            | ? 4          |
| Perú                                      | 4     | Indefinido       | Indefinido              | 2 ?            | ? 4          |
| Uruguay                                   | 4     | Indefinido       | Indefinido              | 2 ?            | ? 4          |
| Venezuela                                 | 4     | Indefinido       | Indefinido              | 2 ?            | ? 4          |
| Argentina                                 | 6     | Indefinido       | Indefinido              | 6              | No participa |
| Brasil                                    | 6     | Indefinido       | Indefinido              | 6              | No participa |
| Transferidos de la Copa Libertadores 2026 | 12    | Indefinido       | 8                       | 4              | No participa |
| Fase de grupos                            | —     | 8                | 8                       | —              | No participa |
| Fase anterior                             | —     | 8                | —                       | 16             | No participa |
| Total                                     | 56    | 16               | 16                      | 32             | 32           |

### Calendario
El calendario de partidos está planificado de la siguiente manera.
| Fase           | Ronda                   | Fecha de sorteo | Ida                | Vuelta              |
| -------------- | ----------------------- | --------------- | ------------------ | ------------------- |
| Clasificatoria | Preliminar              | Por definir     | 3–5 de marzo       | 3–5 de marzo        |
| Grupos         | Fecha 1                 | 18 de marzo     | 7–9 de abril       | 7–9 de abril        |
| Grupos         | Fecha 2                 | 18 de marzo     | 14–16 de abril     | 14–16 de abril      |
| Grupos         | Fecha 3                 | 18 de marzo     | 28–30 de abril     | 28–30 de abril      |
| Grupos         | Fecha 4                 | 18 de marzo     | 5–7 de mayo        | 5–7 de mayo         |
| Grupos         | Fecha 5                 | 18 de marzo     | 19–21 de mayo      | 19–21 de mayo       |
| Grupos         | Fecha 6                 | 18 de marzo     | 26–28 de mayo      | 26–28 de mayo       |
| Eliminatoria   | Eliminatoria de octavos | No hay sorteo   | 21–23 de julio     | 28–30 de julio      |
| Eliminatoria   | Octavos de final        | Por definir     | 11–13 de agosto    | 18–20 de agosto     |
| Eliminatoria   | Cuartos de final        | Por definir     | 8–10 de septiembre | 15–17 de septiembre |
| Eliminatoria   | Semifinales             | Por definir     | 13–14 de octubre   | 20–21 de octubre    |
| Eliminatoria   | Final                   | Por definir     | 21 de noviembre    | 21 de noviembre     |

## Participantes
| País              | Equipo                                                                  | Vía de clasificación |
| ----------------- | ----------------------------------------------------------------------- | --- |
| Argentina 6 cupos | Argentina 1 Argentina 2 Argentina 3 Argentina 4 Argentina 5 Argentina 6 | 4.º ubicado de la tabla general de la temporada 2025 5.º ubicado de la tabla general de la temporada 2025 6.º ubicado de la tabla general de la temporada 2025 7.º ubicado de la tabla general de la temporada 2025 8.º ubicado de la tabla general de la temporada 2025 9.º ubicado de la tabla general de la temporada 2025 |
| Bolivia 4 cupos   | Bolivia 1 Bolivia 2 Bolivia 3 Bolivia 4                                 | 4.º lugar de la Primera División de Bolivia 2025 5.º lugar de la Primera División de Bolivia 2025 6.º lugar de la Primera División de Bolivia 2025 Subcampeón de la Copa Bolivia 2025 |
| Brasil 6 cupos    | Brasil 1 Brasil 2 Brasil 3 Brasil 4 Brasil 5 Brasil 6                   | 7.º puesto del Campeonato Brasileño Serie A 2025 8.º puesto del Campeonato Brasileño Serie A 2025 9.º puesto del Campeonato Brasileño Serie A 2025 10.º puesto del Campeonato Brasileño Serie A 2025 11.º puesto del Campeonato Brasileño Serie A 2025 12.º puesto del Campeonato Brasileño Serie A 2025                      |
| Chile 4 cupos     | Chile 1 Chile 2 Chile 3 Chile 4                                         | 4.º puesto de la Primera División de Chile 2025 5.º puesto de la Primera División de Chile 2025 6.º puesto de la Primera División de Chile 2025 7.º puesto de la Primera División de Chile 2025 |
| Colombia 4 cupos  | Colombia 1 Colombia 2 Colombia 3 Colombia 4                             | Campeón de la Copa Colombia 2025 3.er ubicado de la tabla de reclasificación de la Categoría Primera A 2025 4.º ubicado de la tabla de reclasificación de la Categoría Primera A 2025 5.º ubicado de la tabla de reclasificación de la Categoría Primera A 2025                                                               |
| Ecuador 4 cupos   | Ecuador 1 Ecuador 2 Ecuador 3 Ecuador 4                                 | 2.º ubicado de la Fase final I de la Serie A de Ecuador 2025 3.er ubicado de la de la Fase final I de la Serie A de Ecuador 2025 4.º ubicado de la de la Fase final I de la Serie A de Ecuador 2025 1.er ubicado de la de la Fase final II de la Serie A de Ecuador 2025                                                      |
| Paraguay 4 cupos  | Paraguay 1 Paraguay 2 Paraguay 3 Paraguay 4                             | 5.º puesto de la tabla acumulada de la Primera División de Paraguay 2025 6.º puesto de la tabla acumulada de la Primera División de Paraguay 2025 7.º puesto de la tabla acumulada de la Primera División de Paraguay 2025 8.º puesto de la tabla acumulada de la Primera División de Paraguay 2025                           |
| Perú 4 cupos      | Perú 1 Perú 2 Perú 3 Perú 4                                             | 5.º puesto de la tabla acumulada de la Liga1 de Perú 2025 6.º puesto de la tabla acumulada de la Liga1 de Perú 2025 7.º puesto de la tabla acumulada de la Liga1 de Perú 2025 8.º puesto de la tabla acumulada de la Liga1 de Perú 2025                                                                                       |
| Uruguay 4 cupos   | Uruguay 1 Uruguay 2 Uruguay 3 Uruguay 4                                 | Campeón del Torneo Intermedio 2025 Campeón del Torneo Apertura o Torneo Clausura no finalista del Campeonato Uruguayo de Primera División 2025 4.º puesto de la tabla anual del Campeonato Uruguayo de Primera División 2025 5.º puesto de la tabla anual del Campeonato Uruguayo de Primera División 2025                    |
| Venezuela 4 cupos | Venezuela 1 Venezuela 2 Venezuela 3 Venezuela 4                         | Subcampeón del Torneo Apertura 2025 Subcampeón del Torneo Clausura 2025 3.er ubicado de la tabla acumulada de la Primera División de Venezuela 2025 4.º ubicado de la tabla acumulada de la Primera División de Venezuela 2025                                                                                                |

### Clasificados con opción de ir a la Copa Libertadores
- Independiente del Valle: 5.º puesto de la fase inicial de la Serie A de Ecuador 2025 asegurado. Puede clasificar como Ecuador 1, Ecuador 2 o Ecuador 3 o puede clasificar a la Copa Libertadores si es campeón de la Serie A de Ecuador 2025, o termina en el 1.er lugar de la fase inicial, o finaliza como el equipo mejor ubicado de la fase final I de la Serie A de Ecuador 2025, o es campeón de la Copa Ecuador 2025 o de la Copa Sudamericana 2025.
- Liverpool: campeón del Torneo Apertura 2025. Puede clasificar como Uruguay 1 o Uruguay 2 o puede clasificar a la Copa Libertadores si es campeón o subcampeón del Campeonato Uruguayo de Primera División 2025, finaliza como el mejor ubicado de la tabla anual sin tener en cuenta a los finalistas del Campeonato Uruguayo o gana la Copa AUF Uruguay 2025.
- Peñarol: campeón del Torneo Intermedio 2025. Será Uruguay 1 si no es campeón o subcampeón del Campeonato Uruguayo de Primera División 2025, ni finaliza como el mejor ubicado de la tabla anual sin tener en cuenta a los finalistas del Campeonato Uruguayo y no es campeón de la Copa AUF Uruguay 2025.
- Deportivo Táchira: subcampeón del Torneo Apertura 2025. Será Venezuela 1 si no es campeón o subcampeón de la Primera División de Venezuela 2025 ni finaliza como uno de los dos mejores ubicados de la tabla acumulada de la temporada 2025.